# Великі Єрчики
Великі Єрчи́ки — село в Україні, у Сквирській міській громаді Білоцерківського району Київської області. Розташоване за 6 км від центру громади м. Сквира. Через село проходить автошлях Р18 (Житомир — Ставище). Площа населеного пункту — 275 га. Населення — 485 осіб. Кількість дворів — 338. День села — 12 вересня.

## Історія
Великі Єрчики згадуються в історичних документах за 1605 р. Точної дати заснування села не встановлено. Але, виходячи з етимології слова, можна датувати його XIV—XV ст.
Назва села може походити від литовського «терновище» — тобто території, вкритої терном, яку доводилося освоювати першопоселенцям.
Етимологія назви села пов'язана зі словами «єрик», «єричек», які зафіксовані в словнику Даля зі значенням: «стариця, річище, частина покинутого русла річки, куди навесні заливається вода і залишається в довгих ялинах, рукав річки, яка утворена в стариці».
У народній етимології походження села асоціюється зі словом «яр». Ще в минулому столітті село лежало біля невеликих струмків, які за 2 км впадали у р. Роставиця, а нині від них залишилися сліди у вигляді «єриків».
Великі Єрчики куплено в 1814 р. Бонавентурою Бидіовським, після смерті якого в 1856 р. село перейшло у володіння трьох його синів: Болеслава, Сигізмунда та Фадея.
Кам'яну церкву в селі побудовано в 1812 р. в ім'я святого Олександра Невського генералом Лукою Михайловичем Сосновським. До того вірянам слугувала стара дерев'яна церква.
У 1884 р. у Великих Єрчиках відбулися селянські заворушення. У 1905 р. селом розповсюджувалися революційні прокламації. Після цього у Великих Єрчиках у 1906 р. спалахнув великий страйк селянських робітників, який закінчився кривавою розправою над ними.
У 1920 р. у Великих Єрчиках створено комсомольську організацію. Очолив її В. О. Баландін, якого в 1922 р. вбили так звані «куркулі».
Селяни воювали на фронтах у роки Німецько-радянської війни. Орденами та медалями нагороджено 42 жителі села за мужність і відвагу, проявлені у боях.
Після закінчення війни жителі Великих Єрчиків почали відбудовувати своє село. У 1960-х роках у Великих Єрчиках розташувалася центральна садиба колгоспу «Радянська Україна». Господарство розвивалося у зерно-тваринницькому напрямі. За трудові досягнення 4 односельці нагороджені орденами та медалями. На той час у селі функціонували середня школа, клуб, бібліотека та пологовий будинок.
У центрі села знаходиться пам'ятник загиблим у роки німецько-радянської війни воїнам. Встановлено пам'ятники сільському активісту, ватажкові молодіжної організації В. О. Баландіну; пам'ятник радянським воїнам, які загинули в боях при відвоюванні села у грудні 1943 р.; пам'ятник жертвам Голодомору 1932—1933 рр.; воїну-афганцю А. С. Коноплястому поставлено з граніту пам'ятний знак у рідному селі на земельній ділянці, яку названо полем Коноплястого, на його честь названо одну з вулиць у селі.

## Населення

### Мова
Розподіл населення за рідною мовою за даними перепису 2001 року:
| Мова       | Кількість | Відсоток |
| ---------- | --------- | -------- |
| українська | 560       | 99.29%   |
| російська  | 4         | 0.71%    |
| Усього     | 564       | 100%     |

## Сучасність
Після аграрних реформ 1990—2000 рр. землі місцевого господарства розпайовані та віддані в оренду ТОВ «Великоєрчаківське». Дехто з селян обробляє свої земельні паї самотужки.
У 2007 р. в центрі села почалося будівництво церкви Святого Олександра Невського.
На сьогодні у Великих Єрчиках функціонують культосвітні заклади, ФАП. При Будинку культури діє жіночий ансамбль «Мрія».

## Видатні люди
Гордістю Великих Єрчиків є відомий скульптор К. В. Діденко, уродженець села.